# Ugia transversa
Ugia transversa là một loài bướm đêm trong họ Erebidae.